# اپل تی‌وی
اپل تی‌وی (به انگلیسی: Apple TV) یکی از تولیدات اپل و ابزاری است که امکان ضبط و پخش برنامه‌های تلویزیونی را از طریق رایانه‌های مکینتاش یا پی سی فراهم می‌کند.
هرچه در آی تیونز دارید، در تلویزیون خانگی هم دارید. اپل تی وی وسیله ایست که شما را به آسانی به سیستم آی تیونز ارتباط می‌دهد؛ و به راحتی می‌توان فیلم‌ها، عکس‌ها، پادکست (پاد برگرفته شده از کلمهٔ آی پاد می‌باشد و تصاویری که در ابعاد آی پادها می‌باشند و سازگاری با آی پاد را دارند پادکست می‌گویند و امروزه کلمه پادکست podcast به عنوان یک اصطلاح استفاده می‌شود) و فیلم‌های خود را در تلویزیون خانگی خود به نمایش بگذارید.
اپل تی‌وی دارای قابلیت وای‌فای بوده و این یک قابلیت بسیار مهم است؛ و ویژگی دیگر اینکه از طریق وای فای ۸۰۲٫۱۱ به سرعت قابلیت تطبیق با آی تونز شما از طریق هر دستگاه مک یا پی سی در خانه دارد.
اپل تی‌وی در ۲ نوع ۴۰ گیگابایتی و ۱۶۰ گیگابایتی ارائه می‌شود. استفاده از پردازندهٔ اپل یکی دیگر از ویژگی‌هایش هست.
همچنین می‌توان این دستگاه را به وسیلهٔ کنترل (همانند تلویزیون) هدایت و راهبری کرد.
از رقبای این دستگاه می‌توان به  کروم کست گوگل و آمازون  فایر تی وی اشاره کرد.